# Bibat
BiBat es un complejo museístico ubicado en la ciudad de Vitoria, formado por la unión del Museo Fournier de Naipes y el Museo de Arqueología de Álava. Inaugurado en 2009, el complejo fue bautizado como BiBat (del euskera: bi, dos y bat, uno) porque aúna dos museos, dos colecciones y un patrimonio.

## Museo Fournier de Naipes

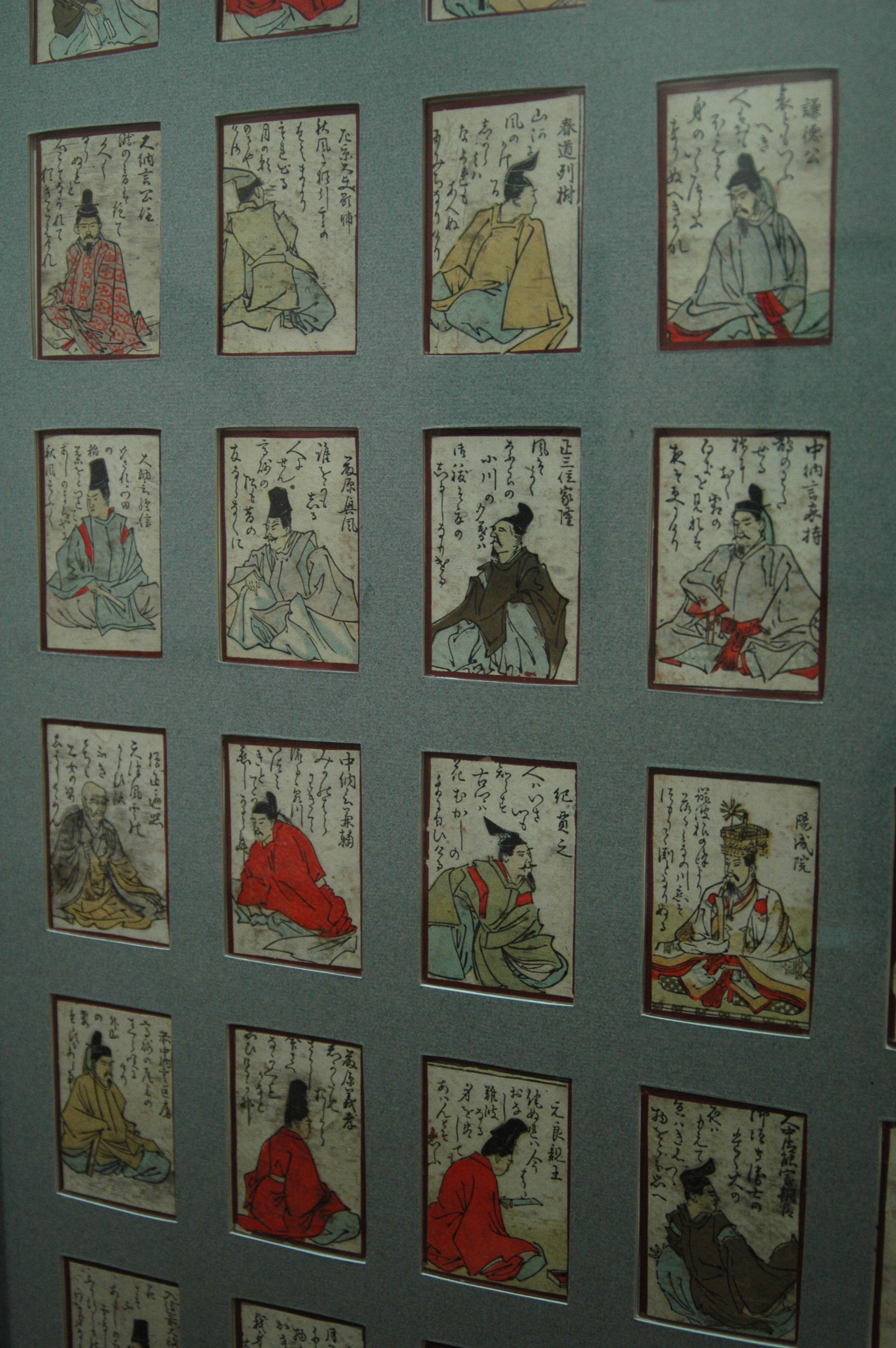
Baraja china. Museo Fournier.

El Museo Fournier de Naipes de Álava es un museo público dedicado a la conservación, valoración, estudio y exposición de naipes de todo el mundo y de todos las épocas.
Su origen está ligado a la empresa de naipes creada en Vitoria en 1870 por Heraclio Fournier. Su nieto Félix Alfaro Fournier, al convertirse en director de la fábrica en 1916, inició una colección que en 1984 fue adquirida por la Diputación Foral de Álava para constituir el actual Museo de Naipes, fundado en 1986.
Está ubicado en el Palacio de Bendaña, un edificio renacentista del siglo XVI ubicado en el centro histórico de Vitoria.

## Museo de Arqueología de Álava

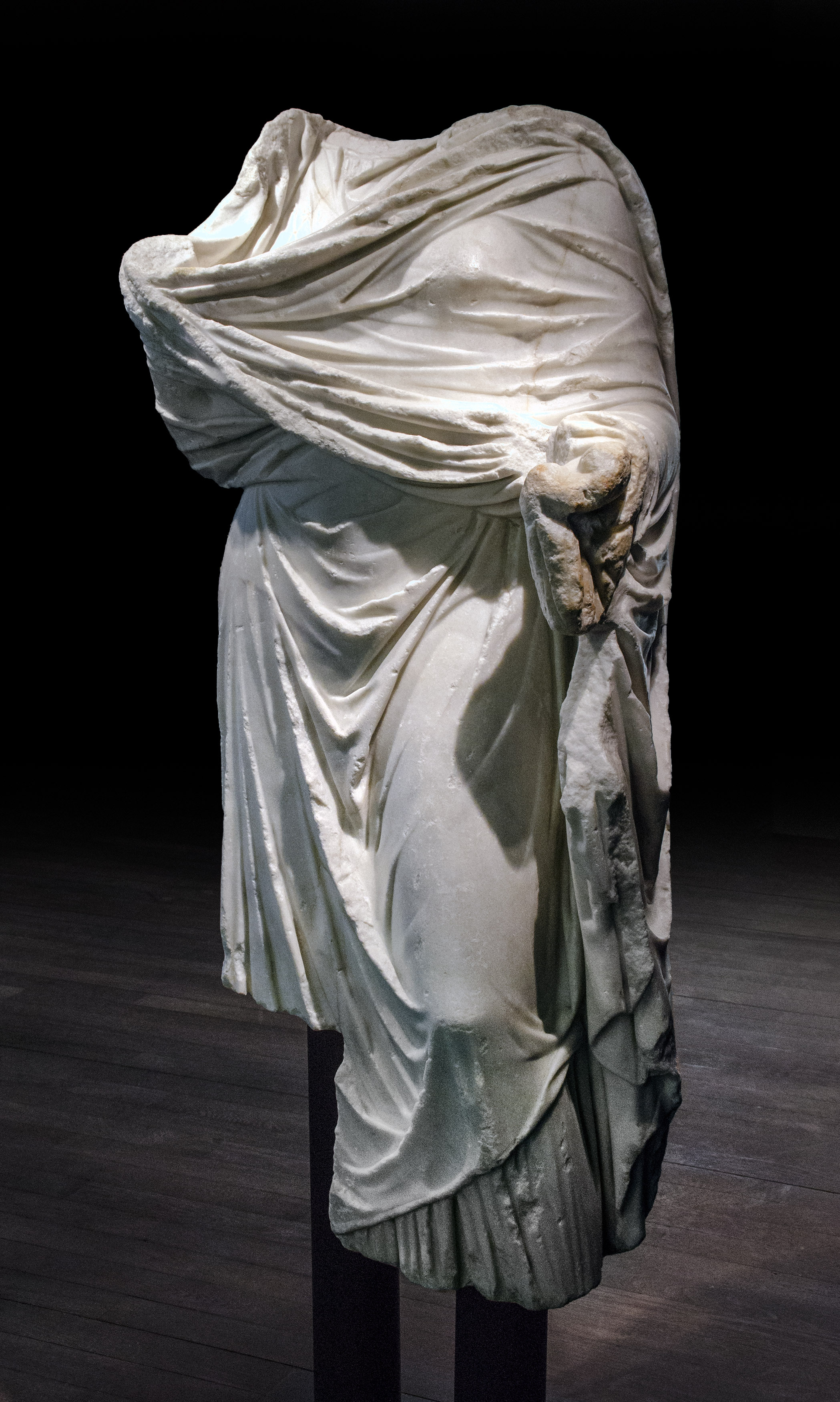
La Dama de Iruña. Museo de Arqueología.

El Museo de Arqueología de Álava es un museo público dedicado a la conservación, catalogación, exhibición y difusión del patrimonio arqueológico alavés. Está designado depósito oficial de materiales arqueológicos por el Gobierno Vasco.
Fue fundado en 1975 por la Diputación Foral de Álava y en 2009 se trasladó a la sede que ocupa en la actualidad.
Los antecedentes del museo se remontan al siglo XVIII y a los fondos reunidos en las colecciones particulares de diversos eruditos locales, ampliados posteriormente con materiales procedentes de las diversa excavaciones llevadas a cabo en la provincia.